# Bain de foule
Un bain de foule est un comportement social consistant en une succession d'échanges verbaux, de saluts, de poignées de main, de signatures d'autographes, voire d'accolades et d'embrassades données à de nombreuses personnes par une personnalité publique (star de cinéma, musicien, célébrité d'Internet, personnalité politique…) aux abords ou à l'intérieur d'une foule de badauds, d'admirateurs, de partisans et d'adversaires,. Ce rituel de monstration est à la fois un test de légitimité et de popularité.

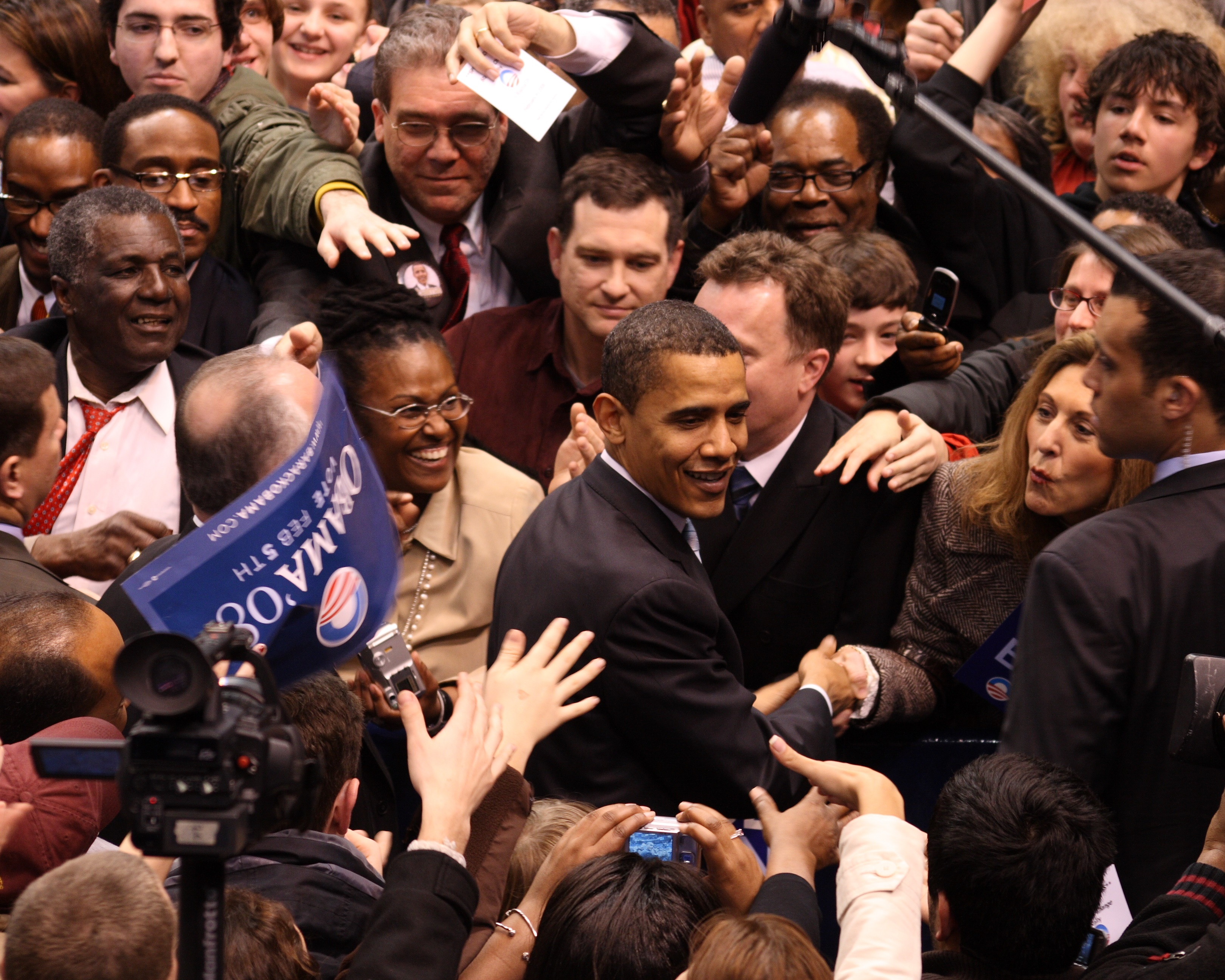
Le sénateur Barack Obama lors d'un bain de foule dans une forêt de micros et d'appareils photos, à la fin d'un rassemblement au XL Center, dans le Connecticut, la veille du Super Tuesday de 2008.

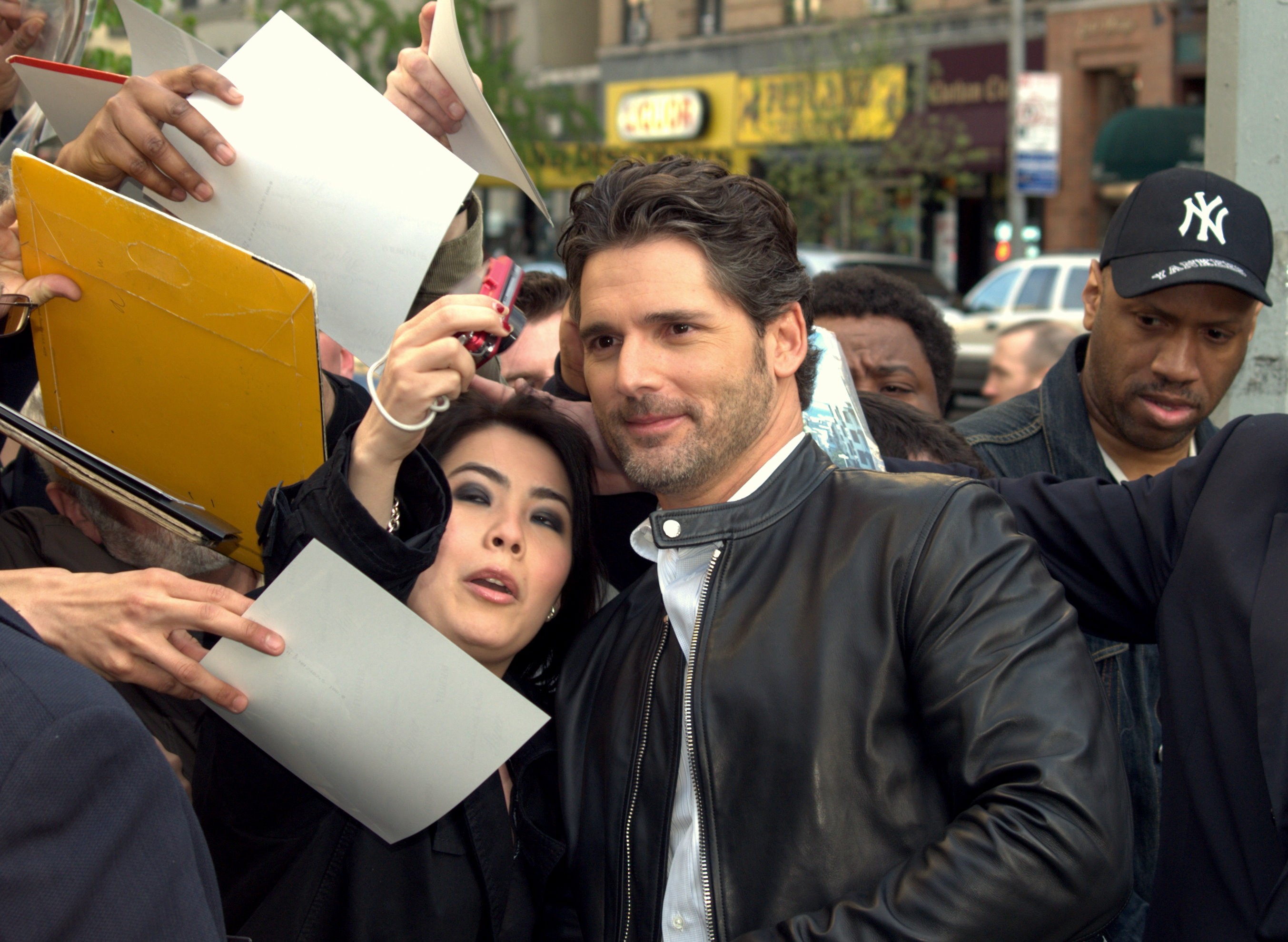
La vedette ne peut se dérober au bain de foule improvisé ou mis en scène par le star system. Séance de bain de foule pour l'acteur Eric Bana signant des autographes et posant avec ses fans en 2009 lors du Festival du film de TriBeCa.

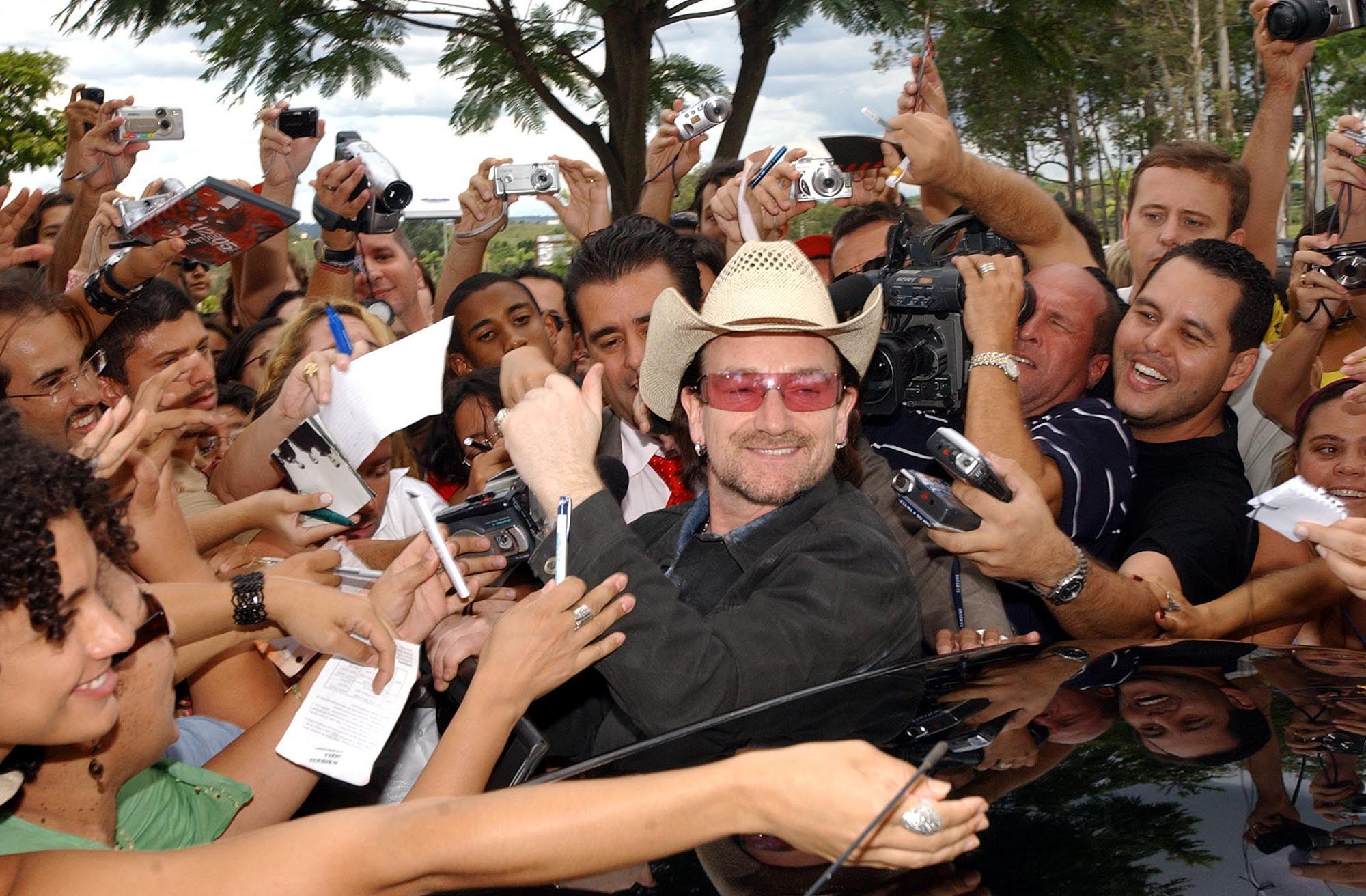
Bono s'enivre de ses bains de foule légendaires dont il goûte chaque instant.

## Approche sociologique
Le bain de foule a été étudié par le socio-historien Nicolas Mariot. Il explique que les bains de foule et leur médiatisation produisent des symboles dont les modalités de réception (adhésion individuelle, rejet, réserve, surjeu émotionnel, appropriation ludique) et les effets de cette réception ne peuvent s'appréhender que dans un contexte de sociabilité festive et de partage collectif.

### Économie de la liesse
Différentes manifestations des personnes assemblées (acclamations, vivats et applaudissements) peuvent être les témoins de popularité ou d'adhésion d'une célébrité lors d'un bain de foule, comme le suggèrent les reportages de terrain. Même lorsque ces derniers se donnent les apparences du recul journalistique ou de l'objectivité informative contrecarrée par la spectacularisation de l'événement, ils médiatisent la « liesse collective » qui est souvent en partie fabriquée (du point de vue de la préparation, du déroulement, et de la mise en récit de la cérémonie de monstration ainsi que la mise en scène du soutien populaire) par l'entourage de la personnalité publique, participant ainsi à fonder une économie de la liesse qui aspire, pour la personnalité, à acquérir une légitimité par acclamation. 
Mais ces signes extérieurs de liesse peuvent aussi être liés au contexte festif institutionnel. 
Les bains de foule peuvent être aussi instrumentalisés par la prise en charge des acclamations par les militants du parti de la personnalité politique ou par d'autres groupements liés à la célébrité (stratégie du surjeu des émotions, pratique de la claque et de l'« accueil à l'africaine »), l'événement cérémoniel pouvant alors devenir le théâtre d'une contagion émotionnelle des foules.
Quelques mots peuvent être échangés lors de cette cérémonie de monstration, et pour une plus grande efficacité, il arrive que la célébrité se serve de ses deux mains de manière indépendante. Les bains de foule peuvent sembler plus chaleureux lorsque les contacts populaires comprennent des accolades et des embrassades.

### Risques
À l'inverse, lors d'un bain de foule, la personnalité publique peut être exposée à des situations à risques lorsqu'elle est prise à partie verbalement ou physiquement (interpellations violentes, huées, insultes, crachats, agrippements…). Les bains de foule sont redoutés par les officiers de sécurité lorsqu'elle recherche le contact rapproché (poignée de main, selfies avec le public) et risque une agression plus violente (jets d'objets, attaques voire attentats tels que la tentative d'assassinat de Jean-Paul II, l'assassinat de Paul Doumer, celui de Sadi Carnot ou d'Alexandre Ier),. 
Un autre risque pour la célébrité est l'absence de pratiques acclamatives ou l'apathie de la foule, voire sa désertion, ce qui ne permet plus de couvrir la prise à partie verbale de la personnalité, d'où un certain déclin des bains de foule des personnalités politiques face à l'exposition à ce risque, bien qu'ils restent un passage obligé pour tout élu en quête de proximité.

## Galerie
| |
| Le président américain Ronald Reagan s'offre un bain de foule en s'adressant aux gens massés derrière des barrières de contrôle, avant de s'engouffrer dans la voiture du cortège présidentiel. |

| |
| Le 14 juin 1944, le général de Gaulle vit à Bayeux son premier bain de foule après le débarquement de Normandie et y reçoit un accueil triomphal, ce qui fonde sa légitimité politique par acclamation et dissuade les États-Unis de placer la France sous leur administration. |

| |
| Le président américain Joe Biden effectue un bain de foule en se prêtant au jeu des selfies au milieu du public (novembre 2022). |